# RTL Lëtzebuerg
RTL Lëtzebuerg är det huvudsakliga TV-bolaget i Luxemburg som sänder på luxemburgiska. Bolaget grundades 1991 och är en del av RTL Group. RTL Lëtzebuerg är ett privat sändningsföretag i Luxemburg då det, enligt Luxemburgs statsfördrag, inte finns några offentliga TV-kanaler i Luxemburg. RTL Lëtzebuerg sänder 24 timmar om dygnet via DVB-T, kabel och satellit. Idag sänder RTL Lëtzebuerg underhållning, tidskrifter och nyheter på luxemburgiska. Utanför sändningstid sänds en livekamera från radiostudion, tillsammans med textnyheter och trafikkameror. Program från RTL Shop på franska och ibland tyska sänds några timmar om dagen, mestadels på morgonen.
Tittare i Luxemburg kan också få in kanalerna RTL 4, RTL 5 , RTL 7 och RTL 8, som är avsedda för den nederländska marknaden. Eftersom alla dessa stationer har sina TV-licenser i Luxemburg är de tillgängliga som markbundna kanaler. Liksom tv-kanaler i Nederländerna visar de alla utländska program på originalspråket med undertexter, snarare än dubbade.